# AeroPerú
AeroPerú fue la aerolínea estatal del Perú. Navegó los cielos del Perú y de América entre 1973 y 1999. El vuelo inaugural de la nueva compañía aérea se realizó el 3 de octubre de 1973 de Lima a la ciudad del Cuzco. Inició operaciones con tres aviones Fokker F-28.
Se declaró en quiebra en 1999, tres años después del accidente del vuelo 603 de Aeroperú al no poder pagar las indemnizaciones y la mala gestión económica que atravesaba la compañía, siendo una de las muchas empresas privatizadas durante el gobierno de Alberto Fujimori.

## Historia
Después de la quiebra de APSA (Aerolíneas Peruanas Sociedad Anónima) en 1971, el Perú se quedó sin una línea aérea internacional representativa, de manera que el Gobierno Revolucionario de la Fuerza Armada, encabezado por el general Juan Velasco Alvarado decidió crear una aerolínea estatal de bandera basada en la ya existente Servicio Aéreo de Transporte Comercial (SATCO) de propiedad de la Fuerza Aérea del Perú. La nueva línea aérea nacional del Perú fue creada en 1973, como la Empresa de Transporte Aéreo del Perú (AeroPerú), empresa estatal del Sector Aeronáutica, e inició sus servicios inicialmente a nivel nacional con tres Fokker F28 que pertenecían a SATCO.
El 28 de julio (aniversario de la independencia del Perú) de 1974, se inauguraron los primeros vuelos internacionales con la ruta Lima-Santiago-Buenos Aires y Lima-Guayaquil. En septiembre de ese año las rutas fueron alargadas hasta Miami. Un año después se incluyeron las ciudades de Río de Janeiro, São Paulo, Ciudad de México y Los Ángeles en el programa y finalmente, en 1978 se incluyeron Nueva York, Caracas y Bogotá. Estas rutas internacionales fueron voladas por aviones Douglas DC-8.

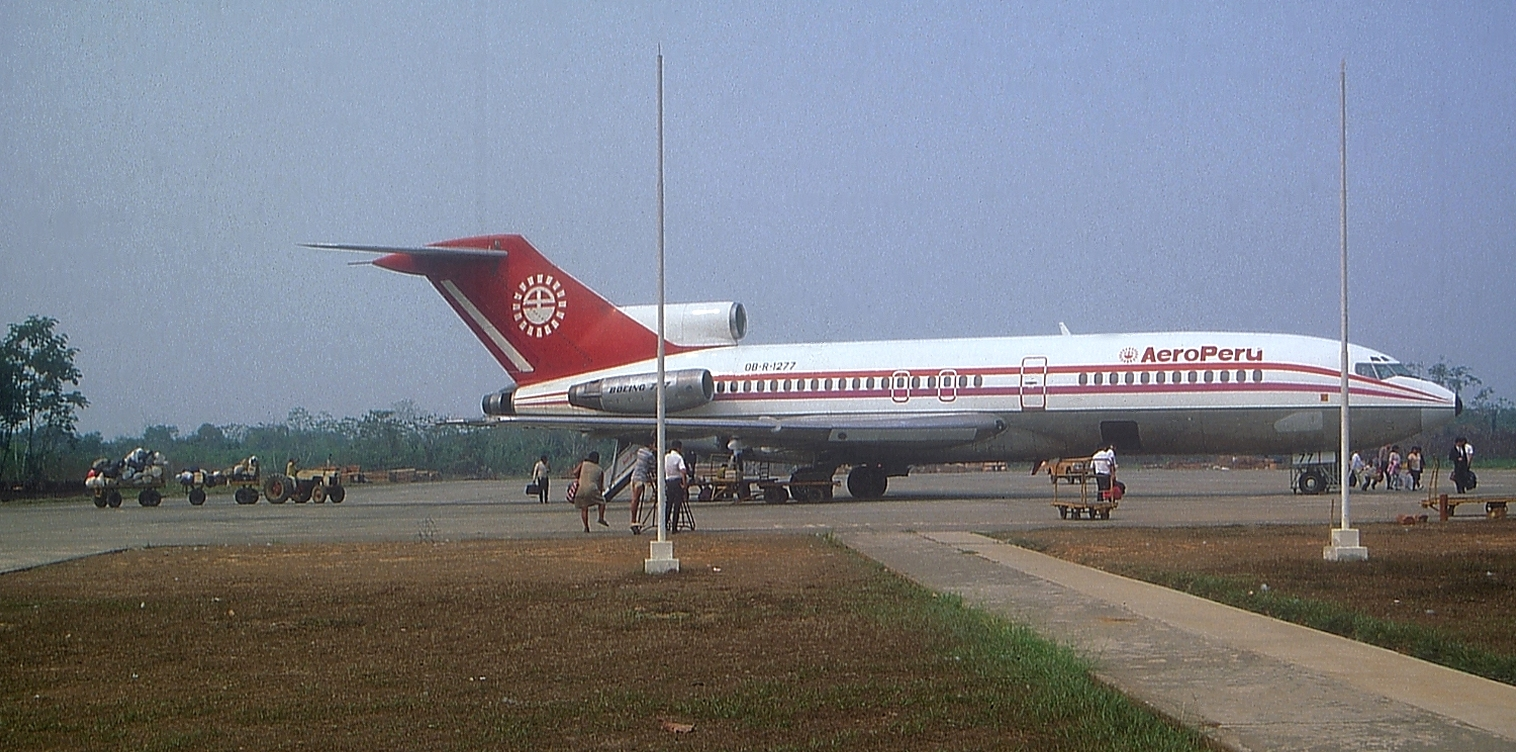
Aeroperú Boeing 727.

Durante los años 70 la flota empezó a crecer con un Boeing 727-100 comprado de Eastern Airlines para los vuelos internacionales en Sudamérica. Para los servicios domésticos un Fokker F-27 fue fletado de la compañía danesa Maersk, mientras se esperaba la entrega de los dos nuevos Fokker F-27 pedidos en 1975. Las rutas internacionales fueron voladas por tres Douglas DC-8-50s fletados de KLM, Air Jamaica y Viasa. En 1978 un segundo 727-30C fue donado por Lufthansa, seguido por dos 727-022 adicionales de Cruzeiro en 1983. Aero Perú intentó también la operación con aeronaves de fuselaje ancho fletando dos Lockheed L-1011 Tristar de Pacific Southwest Airlines entre 1978 y 1982, aeronaves que fueron finalmente devueltas y el pedido hecho a Lockheed cancelado para retornar a la operación de aeronaves de fuselaje angosto en las rutas internacionales con dos DC-8-62s comprados de SAS y Alitalia. 
AeroPerú cambió muy poco durante los años ochenta. Los F-27 fueron vendidos y a pesar de la crisis económica del Perú, el crecimiento de la compañía fue constante. A principios de los años 1990, un 767-200 de Britannia fue fletado por muy corto tiempo. Poco después se intentó operar un L-1011 Tristar en Joint Venture con la Compañía de Aviación Faucett sin el éxito esperado. Durante este tiempo, y como parte del plan de privatizaciones que tenía el gobierno de turno, se decidió poner a la venta AeroPerú, sin reparar que ésta era una de las pocas empresas del Estado que todavía resultaba solvente. 
En 1993, el gobierno peruano cedió una parte de AeroPerú, a manos del consorcio mexicano Cintra, que administraba las empresas Aeroméxico y Mexicana. El primer paso de esa fase fue la renovación de la imagen corporativa de la aerolínea, adoptando un logotipo similar al del de Aeroméxico, junto con la incorporación de cuatro aviones McDonnell Douglas DC-10-15 y algunos Boeing 727 para reemplazar a los obsoletos Fokker F-28. Más tarde, los DC-10s serían reemplazados por modernos Boeing 757-200. A mediados de los años noventa, AeroPerú logró consolidar su posición internacional con servicios a las ciudades más importantes de América. Sin embargo. Finalmente, los planes de reemplazar la flota de Boeing 727-100 con Boeing 737-200 e incorporar un Boeing 767 de fábrica para rutas de largo recorrido no se completaron, recibiéndose solo tres Boeing 737-200 de segunda mano.
El 2 de octubre de 1996, el vuelo 603 de AeroPerú que iba desde el Aeropuerto Internacional Jorge Chávez con destino al Aeropuerto Internacional Arturo Merino Benítez, en Santiago de Chile, se estrelló en el mar peruano falleciendo en el acto las 70 personas que iban a bordo. El fatal desenlace fue debido a fallas tanto técnicas como del personal de mantenimiento de la empresa.
A principios del año 1999, Continental Airlines, quien estuvo interesada en tomar el control de AeroPerú, retiró una propuesta de compra marcando el fin de esta compañía aérea peruana. 
El 10 de marzo de 1999, las dificultades financieras que resultaron de la mala gestión económica, forzaron a la línea aérea a declarar el cierre. Mientras los congresistas Jorge del Castillo Gálvez y Javier Velásquez Quesquén denunciaron irregularidades en su administración, el 18 de agosto de ese año, los acreedores de la empresa decidieron liquidarla. Las deudas que dejó AeroPerú fueron cuantiosas. La empresa no quiso realizar comentarios al respecto y de una manera más fácil decidieron concluir que el cese fue por la mala administración de Aeroméxico, sabiéndose más tarde las verdaderas razones de la quiebra de lo que fue la aerolínea de bandera de Perú al tiempo que el personal recibiría una parte de sus indemnizaciones por medio de Top Consulting Management, empresa que tomó a cargo las liquidaciones de las acreencias.
En 2000 el Séptimo Juzgado Civil Especializado concedió una autorización para que la administración sea operada por socios minoritarios. Por lo que en el 2001, después de la quiebra de AeroPerú, se realizaron algunos intentos por parte de los exempleados para reiniciar las actividades aéreas utilizando un 737-200 y un 727-100, sin resultado.
En agosto del mismo año, el Congreso de la República presentó una Comisión Investigadora sobre los Delitos Económicos y Financieros cometidos entre 1990-2001 (CIDEF), presidida por Javier Diez Canseco. En ella se constató que, en 1993, el 72,1% de las acciones de AeroPerú fueron vendidas a Aerovías México S.A., Serminco S.A. y Dora Amelia Zapata López Aliaga de Papini, por un precio de 23 millones de dólares, cuando la empresa tenía un valor entre los 45 y 55 millones de dólares.

### Intentos de reapertura
A finales de 2019, el Ministerio de Transportes y Comunicaciones le concedió el permiso de operación de aviación comercial (transporte de pasajeros, carga y correo) a la empresa Transportes Peruanos Globales S.A. con marca AEROPERÚ, por un plazo de 4 años a través de la resolución directoral n.º 749-2019-MTC/12. La empresa planeó cubrir 15 destinos nacionales a través de 14 rutas, las cuales son: 
- Lima – Arequipa – Lima
- Lima – Cusco – Lima
- Lima – Iquitos – Lima
- Lima – Tumbes – Lima
- Lima – Piura – Lima
- Lima – Chiclayo – Lima
- Lima – Trujillo – Lima
- Lima – Cajamarca – Lima
- Lima – Jaén – Lima
- Lima – Tarapoto – Lima
- Lima – Pucallpa – Lima
- Lima – Puerto Maldonado – Lima
- Lima – Juliaca – Lima
- Lima – Tacna – Lima

Además, estableció como base de operaciones el Aeropuerto Internacional Jorge Chávez. A su vez, estableció sub-bases de operaciones en los aeropuertos de Arequipa, Cuzco, Iquitos y Piura.

## Destinos

### Nacionales
| País | Destinos         | Aeropuertos                                                      |
| ---- | ---------------- | ---------------------------------------------------------------- |
| Perú | Andahuaylas      | Aeropuerto de Andahuaylas                                        |
| Perú | Arequipa         | Aeropuerto Internacional Rodríguez Ballón                        |
| Perú | Ayacucho         | Aeropuerto Coronel FAP Alfredo Mendivil Duarte                   |
| Perú | Chiclayo         | Aeropuerto Internacional Capitán FAP José A. Quiñones            |
| Perú | Cuzco            | Aeropuerto Internacional Alejandro Velasco Astete                |
| Perú | Huaraz           | Aeropuerto Comandante FAP German Arias Graziani                  |
| Perú | Iquitos          | Aeropuerto Internacional Coronel FAP Francisco Secada Vignetta   |
| Perú | Juanjuí          | Aeropuerto de Juanjuí                                            |
| Perú | Juliaca          | Aeropuerto Internacional Inca Manco Cápac                        |
| Perú | Lima             | Aeropuerto Internacional Jorge Chávez (HUB)                      |
| Perú | Rioja            | Aeropuerto Juan Simons Vela                                      |
| Perú | Piura            | Aeropuerto Internacional Capitán FAP Guillermo Concha Iberico    |
| Perú | Pucallpa         | Aeropuerto Internacional Capitán FAP David Abensur Rengifo       |
| Perú | Puerto Maldonado | Aeropuerto Internacional de Puerto Maldonado                     |
| Perú | Tacna            | Aeropuerto Internacional Coronel FAP Carlos Ciriani Santa Rosa   |
| Perú | Talara           | Aeropuerto Internacional Capitán FAP Víctor Montes Arias         |
| Perú | Tarapoto         | Aeropuerto Cadete FAP Guillermo del Castillo Paredes             |
| Perú | Trujillo         | Aeropuerto Internacional Capitán FAP Carlos Martínez de Pinillos |
| Perú | Tumbes           | Aeropuerto Capitán FAP Pedro Canga Rodríguez                     |

### Internacionales
| Países                    | Destinos                | Aeropuertos                                         |
| Norteamérica              | Norteamérica            | Norteamérica                                        |
| ------------------------- | ----------------------- | --------------------------------------------------- |
| Estados Unidos            | Los Ángeles             | Aeropuerto Internacional de Los Ángeles             |
| Estados Unidos            | Miami                   | Aeropuerto Internacional de Miami                   |
| Estados Unidos            | Nueva York              | Aeropuerto Internacional John F. Kennedy            |
| México                    | Cancún                  | Aeropuerto Internacional de Cancún                  |
| México                    | Ciudad de México        | Aeropuerto Internacional de la Ciudad de México     |
| Centroamérica y el Caribe |                         |                                                     |
| Costa Rica                | San José                | Aeropuerto Internacional Juan Santamaría            |
| Cuba                      | Varadero                | Aeropuerto Juan Gualberto Gómez                     |
| Panamá                    | Ciudad de Panamá        | Aeropuerto Internacional de Tocumen                 |
| República Dominicana      | Punta Cana              | Aeropuerto Internacional de Punta Cana              |
| Sudamérica                |                         |                                                     |
| Argentina                 | Buenos Aires            | Aeropuerto Internacional Ministro Pistarini         |
| Bolivia                   | La Paz                  | Aeropuerto Internacional El Alto                    |
| Bolivia                   | Santa Cruz de la Sierra | Aeropuerto Internacional Viru Viru                  |
| Brasil                    | Río de Janeiro          | Aeropuerto Internacional de Galeão                  |
| Brasil                    | São Paulo               | Aeropuerto Internacional de São Paulo-Guarulhos     |
| Colombia                  | Bogotá                  | Aeropuerto Internacional El Dorado                  |
| Chile                     | Santiago de Chile       | Aeropuerto Internacional Arturo Merino Benítez      |
| Ecuador                   | Guayaquil               | Aeropuerto Internacional José Joaquín de Olmedo     |
| Ecuador                   | Quito                   | Aeropuerto Internacional Mariscal Sucre             |
| Paraguay                  | Asunción                | Aeropuerto Internacional Silvio Pettirossi          |
| Venezuela                 | Caracas                 | Aeropuerto Internacional de Maiquetía Simón Bolívar |

## Flota histórica
A lo largo de sus casi tres décadas de servicios en el Perú, la Compañía AeroPerú usó varios tipos de aviones que prestaron importantes servicios al desarrollo del país, sobre todo en la región amazónica, que a pesar de encontrarse articulada vialmente con el resto de la región y la república, ahorraba muchísimo tiempo en los viajes; es así como el avión y los ríos, siguen siendo hacia finales del siglo XX las vías de comunicación más rápidas. La sierra del Perú recibió también los beneficios de la comunicación aérea, abasteciendo a las ciudades andinas, con productos industriales a más bajo precio y llevando cantidad de turistas hacia sus atractivos.
| Aeronaves               | Total | Introducido | Retirado | Matrículas |
| ----------------------- | ----- | ----------- | -------- | --- |
| Boeing 727-100          | 4     | 1974        | 1998     | OB-R-1081, OB-1256, OB-1256, N1986; OB-1546, OB-1547 y OB-1548 |
| Boeing 727-200          | 14    | 1978        | 1999     | OB-1546, OB-1547, OB-1548, OB-R-1141 (rrg. OB-1141), OB-R-1277 (rrg. OB-1277), OB-1698, OB-1573, N128NA, N129NA, XA-HON, OB-1697, OB-1590 (rrg. N907PG), OB-1647 y XA-MXB                                                     |
| Boeing 737-200          | 4     | 1998        | 1999     | N412CE, OB-1711, OB-1712 y OB-1715 |
| Boeing 757              | 4     | 1994        | 1999     | XA-SME (rrg. N52AW), XA-SMD (rrg. N53AW), N592KA y N809AM |
| Boeing 767-200          | 1     | 1990        | 1990     | G-BLKV |
| Douglas DC-8            | 15    | 1974        | 1994     | OB-R1142, OB-R1116, OB-R-1125, OB-R1124, N43UA, OB-R1123, OB-R1083, OB-R1084, 5N-HAS, OB-R1323 (rrg. OB-1323), OB-R-1248 (rrg. OB-1248), OB-R1260 (rrg. OB-1260), OB-R-1249 (rrg. OB-1249), N795AL y OB-R-1210 (rrg. OB-1210) |
| McDonnell Douglas DC-10 | 3     | 1993        | 1997     | N1003L, N10045 y N1003W |
| Fokker F27 Friendship   | 3     | 1974        | 1984     | OB-R1082, OB-R1042 y OB-R1072 |
| Fokker F28 Fellowship   | 4     | 1973        | 1998     | OB-R1030, OB-R1020, OB-R-1018 (rrg. OB-1018) y OB-R1019 (rrg. OB-1019) |
| Lockheed L-1011 TriStar | 3     | 1978        | 1992     | N10114, N10112 y OB-1455 |